# Stenotomus
Stenotomus es un género de peces de la familia Sparidae. Fue descrito por el americano Theodore Gill en 1766.

## Especies
- Stenotomus caprinus D. S. Jordan y Gilbert, 1882
- Stenotomus chrysops (Linnaeus, 1766)